# Sporting Club Pallanuoto Acicastello
Lo Sporting Club Pallanuoto Acicastello,  abbreviato in S.C. Pallanuoto Acicastello è una società pallanuotistica di Acicastello, fondata nel 1958. Ha militato fino alla Serie A2, la seconda divisione pallanuotistica italiana. È sponsorizzata dall'Archigen.

## Rosa 2013-2014
| N° |                   | Ruolo | Giocatore           |
| -- | ----------------- | ----- | ------------------- |
|    | Italia (bandiera) | P     | Fabrizio Rubino     |
|    | Italia (bandiera) | P     | Francesco Cafaro    |
|    | Italia (bandiera) | D     | Andrea Sparacino    |
|    | Italia (bandiera) | D     | Gabriele Indelicato |
|    | Italia (bandiera) | CV    | Riccardo Spadafora  |
|    | Italia (bandiera) | CV    | Fabrizio Basile     |

| N° |                     | Ruolo | Giocatore       |
| -- | ------------------- | ----- | --------------- |
|    | Italia (bandiera)   | CV    | Marco Toldonato |
|    | Italia (bandiera)   | A     | Ruggero Faro    |
|    | Italia (bandiera)   | A     | Marco Palazzo   |
|    | Italia (bandiera)   | A     | Salvo Castorina |
|    | Italia (bandiera)   | A     | Deni Zovko      |
|    | Ungheria (bandiera) | A     | Yuri Szeles     |
|    | Italia (bandiera)   | CB    | Luciano Ordile  |

| Allenatore: | Sergio Cannavò |